# Ljudmila Alexandrowna Putina

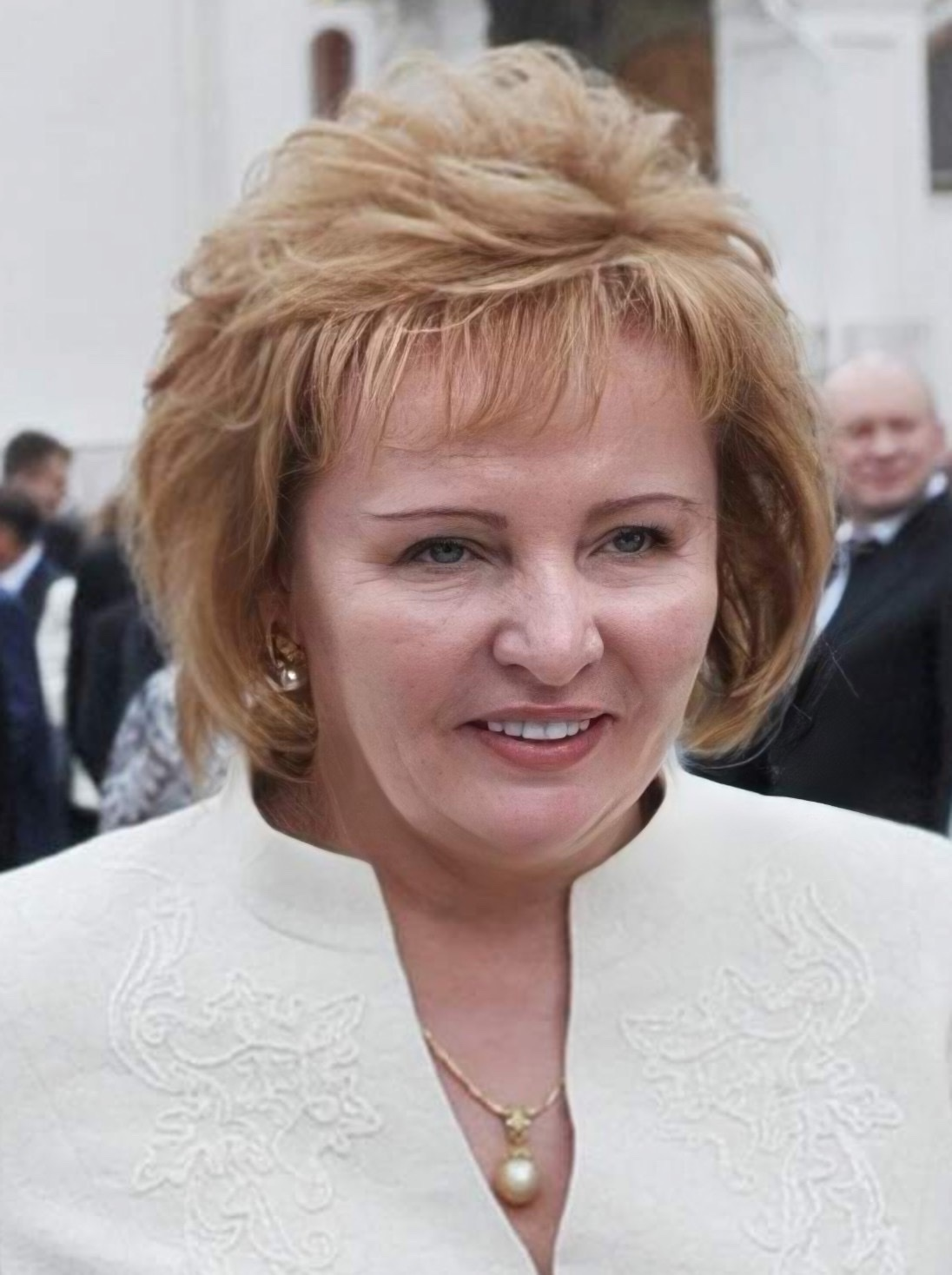
Ljudmila Putina (2012)

Ljudmila Alexandrowna Putina (russisch Людмила Александровна Путина, geborene Schkrebnewa (russisch Шкребнева), verehelichte Otscheretnaja; * 6. Januar 1958 in Kaliningrad) war von 1983 bis 2013 die Ehefrau des russischen Präsidenten Wladimir Putin.

## Leben

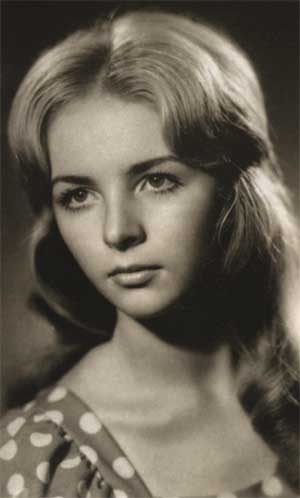
Ljudmila Alexandrowna in Jugendjahren (1988)

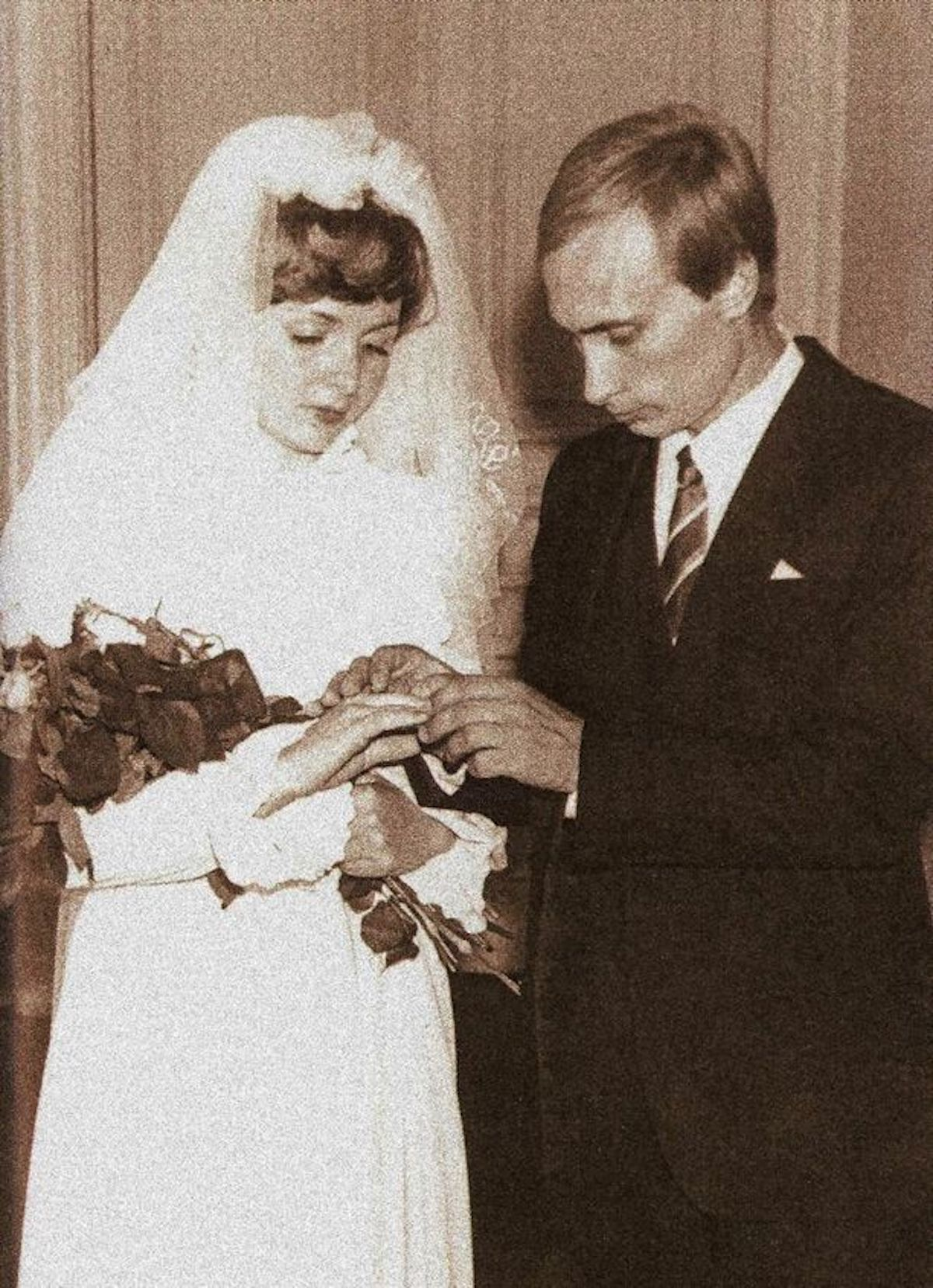
Hochzeit (1983)

Zunächst arbeitete Ljudmila Schkrebnjowa als Stewardess in Kaliningrad. Schließlich studierte sie Französisch und Spanisch an der Staatlichen Universität Leningrad und schloss das Studium 1986 mit einer Diplomarbeit zur Linguistik des Spanischen ab.
Am 28. Juli 1983 heiratete Ljudmila Schkrebnjowa den damaligen KGB-Offizier Wladimir Putin in Leningrad. Die beiden haben zwei Töchter, Maria Wladimirowna (* 1985 in Leningrad) und Jekaterina Wladimirowna (* 1986 in Dresden). Die Töchter besuchten die Deutsche Schule Moskau und die Staatliche Universität Sankt Petersburg.
Von 1986 bis 1990 lebte sie gemeinsam mit ihrem Mann und ihren Töchtern in Dresden, wo sie auch die deutsche Sprache erlernte. Von 1990 bis 1994 arbeitete sie als Lektorin für Deutsch an der Staatlichen Universität Sankt Petersburg.
Nachdem Putina 1993 in einen lebensgefährlichen Autounfall verwickelt war und in Bad Homburg in Deutschland operiert wurde, bekannte sie sich zum russisch-orthodoxen Glauben.
Im Juni 2013, einen Monat vor ihrem 30. Hochzeitstag, gaben die Putins bekannt, dass ihre Ehe vorbei sei und sie sich einvernehmlich getrennt hätten, mit der Begründung, dass Frau Putina der mit dem Amt ihres Mannes verbundene öffentliche Lebensstil missfalle. Im April 2014 wurde öffentlich bestätigt, dass die Ehe geschieden ist.
Im Jahr 2015 heiratete sie den 20 Jahre jüngeren Artur Otscheretny (Артур Сергеевич Очеретный) und heißt seither Ljudmila Otscheretnaja (Очеретная).

## Auszeichnungen
Im Jahr 2002 überreichte ihr Eberhard Schöck für ihre „Verdienste um die deutsche Sprache in Russland“ den Jacob-Grimm-Preis. Nach dem Dramatiker Rolf Hochhuth war Ljudmila Putina die zweite Preisträgerin dieses Kulturpreises der Deutschen Sprache. Die Laudatio hielt der Journalist Thomas Roth, zum damaligen Zeitpunkt Leiter des ARD-Hauptstadtstudios in Berlin.